# انتخابات ریاست‌جمهوری سریلانکا (۲۰۱۹)
انتخابات ریاست‌جمهوری سریلانکا (انگلیسی: 2019 Sri Lankan presidential election) هشتمین دوره انتخابات ریاست جمهوری است که در ۱۶ نوامبر ۲۰۱۹ برگزار شد. پایان دوره مایتریپالا سیریسنا رئیس‌جمهور فعلی در ۹ ژانویه ۲۰۲۰ به پایان می‌رسد. این اولین انتخابات ریاست جمهوری در سریلانکا به‌شمار می‌رود که هیچ رئیس‌جمهور، نخست‌وزیر یا رهبر مخالفی در آن در رقابت با رئیس‌جمهور نبودند. گوتابایا راجاپاکسه در این انتخابات با اکثریت آرا برنده انتخابات شد.
نتایج این انتخابات در ۱۷ نوامبر ۲۰۱۹ منتشر شد و گوتابایا راجاپاکسه با کسب ۵۲/۲۵ ٪ آرا جانشین مایتریپالا سیریسنا شد.

## جدول زمانی

### ۲۰۱۸
- ۲۶ اکتبر ۲۰۱۸–۱۶ دسامبر - ۲۰۱۸ بحران مشروطه سریلانکا، جایی که مهیندا راجاپاکسه و رئیس‌جمهور مایتریپالا سیریسنا با هم توافق کردند تا سمت نخست‌وزیر را پس از انتخابات بر عهده گیرد.

### ۲۰۱۹
- ۹ ژانویه - رئیس‌جمهور مایتریپالا سیریسناا واجد شرایط بود تا هر زمانی پس از این تاریخ بتواند خواستار برگزاری انتخابات ریاست جمهوری شود.[۲]
- ۳۱ ژانویه - رئیس‌جمهور سیریسنا به اتفاق آرا به عنوان کاندیدای حزب آزادی سریلانکا در کنوانسیون منطقه آنورادهاپورا در حزب به تصویب رسید.[۵][۶]
- ۶ مارس - گوتابایا راجاپاکسه درخواست خود را از طریق سفارت ایالات متحده آمریکا برای رد شهروندی ایالات متحده ارائه کرد.[۷]
- ۲۶ مارس - گوتابایا راجاپاکسه برای یک دیدار شخصی به ایالات متحده سفر می‌کند، جایی که او همچنین انتظار دارد تسریع در درخواست خود برای لغو تابعیت خود را انجام دهد.[۷][۸]
- ۷ آوریل - گوتابایا راجاپاکسه در حالی که در ایالات متحده بود، به دو قضیه مدنی جداگانه علیه وی در کالیفرنیا، ایالات متحده، به دلیل ترور روزنامه‌نگار لاستانا ویکرامتاتونگ و همچنین به نمایندگی از یک بازمانده از شکنجه‌های تامیل، به نام روی سام سامانامام، مورد سؤال قرار گرفت.[۹][۱۰]
- ۱۲ آوریل - گوتابایا راجاپاکسه از ایالات متحده به سریلانکا بازگشت.[۱۱]
- ۲۱ آوریل - ۲۰۱۹ بمب‌های عید پاک سریلانکا
- ۲۷ آوریل - گوتابایا راجاپاکسه اعلام کرد که برای شرکت در  انتخابات ریاست جمهوری شرکت خواهد کرد.[۱۲]
- ۱۱ اوت - مهیندا راجاپاکسه و حزب سریلانکا پودوژانا به‌طور رسمی از گوتابایا راجاپاکسه به عنوان کاندیدای ریاست جمهوری خود خبر داد.[۱۳]
- ۱۲ اوت - چند عضو حزب ملی متحد به نفع ساجت پرادماسا به عنوان کاندیدای UNP تظاهراتی در بدولا ترتیب دادند، اگرچه هنوز این حزب نامزد رسمی خود را معرفی نکرده بود. ساجت پرادماسا اهداف خود را برای نامزدی ریاست جمهوری به روشنی بیان کرد. همه اعضای UNF در بدولا در این راهپیمایی شرکت کردند، همچنین هارشا، اوران، آژیت، سوژوا، رانیث، رنجیت الوویحه، وانسانا الوویه، چاندرانی، بودیکا، حشا، آشوک و چند مایل در کنار آن‌ها در تظاهرات شرکت داشتند.
- ۱۸ اوت - جاناتا ویموکتی رهبر پرامونا به عنوان کاندیدای ریاست‌جمهوری جبهه اتحاد سیاسی تازه تأسیس «قدرت ملی مردم» در تظاهرات برگزار شده در گال معرفی شد. .[۱۴]
- ۲۳ اوت - تظاهرات عظیمی در ماتارا، که توسط مانگالا سامارانویرا برای تعهد حمایت از ساژ به عنوان کاندیدای UNP برگزار می‌شود.
- ۵ سپتامبر - تظاهرات گسترده‌ای در کورونیگالا، که توسط همه اعضای UNP کورونیگالا به جز آکیلا برگزار می‌شود تا از ساجت به عنوان کاندیدای UNP حمایت کند.
- ۵ سپتامبر - حزب آزادی سریلانکا به کمیسیون انتخابات اطلاع داد که آنها برای نامزدی برای انتخابات ریاست جمهوری آینده انتخاب می‌کنند.[۱۴]
- ۶ سپتامبر - طبق گفته‌های نخست‌وزیر و رهبر حزب ملی متحد، رانیل ویکرمشینگ قصد خود را برای کاندیدای ریاست جمهوری حزب خود ابراز کرد.[۱۵]
- ۱۵ سپتامبر - کمیسیون انتخابات ملی می‌تواند در هر زمان خواستار انتخابات ریاست جمهوری شود.[۱۶]
- ۱۸ سپتامبر - بخش چاپ دولت سریلانکا یک روزنامه فوق‌العاده، شماره ۲۱۴۱/۲۵ را به عنوان اعلام نکرد و ۷ اکتبر ۲۰۱۹ را به عنوان تاریخ نامزدها و متوجه شد، ۱۶ نوامبر به عنوان تاریخ انتخابات با مشورت کمیسیون انتخابات سریلانکا.
- ۲۴ سپتامبر ۲۰۱۹ - نخست‌وزیر رانیل ویکراماشنش موافقت کرد که معاون وزیر امور خارجه UNP ساجت پرادماسا را به عنوان کاندیدای ریاست جمهوری جبهه ملی متحد انتخاب کند اما باید به تصویب کمیته کاری حزب برسد.[۱۷]
- ۲۶ سپتامبر ۲۰۱۹ - برنامه زمانبندی حزب ملی متحد در کمیته کاری خود در سیریکوتا برگزار می‌شود تا نامزد خود را طبق قانون حزب انتخاب کند.[۱۸]
- ۲۶ سپتامبر ۲۰۱۹ - کمیته کار حزب ملی متحد به اتفاق آرا تصمیم گرفت سجیت پرادماسا را به عنوان کاندیدای ریاست جمهوری انتخاب کند.
- ۲۹ سپتامبر ۲۰۱۹ - ماهش سننانایک، رئیس سابق ارتش سریلانکا اعلام کرد که تحت عنوان نهضت ملی غیر سیاسی ملی (NPM)، جمعی از سازمان‌های جامعه مدنی در سطح جزیره، برای ریاست جمهوری شرکت می‌کند.[۱۹]
- ۳۰ سپتامبر - دادگاه تجدید نظر تصمیم گرفته‌است تا از دادخواست مخالف تشخیص وزیر دفاع پیشین گوتابایا راجاپاکسه به عنوان شهروند سریلانکا در ۲ اکتبر حمایت کند.
- ۱ اکتبر - گوتابایا راجاپاکسا برای یک موضوع پزشکی از ۹ تا ۱۲ اکتبر به دنبال اجازه دادگاه برای سفر به سنگاپور است.
- ۲ اکتبر - یک محکمه با سه قاضی دادگاه تجدید نظر دادخواست علیه معرفی وزیر دفاع پیشین گوتابایا راجاپاکسا به عنوان یک شهروند سریلانکا را تشکیل داد.
- ۳ اکتبر - حزب ملی متحد کنوانسیون ملی خود را در ورزشگاه سرپوشیده سوداتاسادا برگزار می‌کند تا رسماً ساجت پرادماسا را به عنوان کاندیدای عمومی معرفی کند.
- ۴ اکتبر - اتهامات علیه موضوع تابعیت گوتابایا راجاپاکسه توسط دادگاه رد شد و به وی اجازه داد تا در انتخابات آینده رقابت کند.
- ۵ اکتبر - اولین بحث ریاست جمهوری در بین نامزدها صورت گرفت. تمام کاندیداهای اصلی به جز گوتابایا راجاپاکسه در این رویداد شرکت کردند.
- ۷ اکتبر - نامزدی برای رئیس‌جمهور بعدی در ۹:۰۰ صبح تا ۱۱:۰۰ بعد از ظهر ۳۳ نامزد معرفی می‌شوند.
- ۹ اکتبر - حزب آزادی سریلانکا تعهد به حمایت از نامزد SLPP گوتابایا راجاپاکسه داد.
- ۱۵ اکتبر - کنگره مسلمان سریلانکا تعهد خود را به عهده گرفت.

## قبل از انتخابات
پیش‌بینی می‌شود چند انتخابات دیگر بزودی پس از پایان انتخابات ریاست جمهوری سال ۲۰۱۹ برگزار شود.

### پیش‌بینی نظرسنجی
نظرسنجی حول دو کاندیدای اصلی و پیروزی‌هایی که به دست آوردند به ثبت رسیده. اما از آنجا که در نظرسنجی‌های منتشر شده قبلی که توسط سرویس اطلاعات ملی انجام شده بود مدعی شده‌اند نظر سنجی‌های پیشین نادرست یا دستکاری شده‌است. پیش‌بینی نظر سنجی می‌شود.

## نامزد

### پودوجانا پرامونا سریلانکا
پس از پیروزی گسترده آنها در انتخابات محلی، پودوجانا پرامونا سریلانکا برای شرکت در انتخابات ریاست جمهوری اقدام کرد. چمال، ریحان و گوتابایا به عنوان امید قطعی این حزب ثبت نام کرد. گوتابایا راجاپاکسه کاندید شد، اما به دلیل تابعیت خارجی واجد شرایط نبود. ریحان راجاپاکسه همچنین تابعیت خارجی داشت و از این رو واجد شرایط نبود. در ۱۲ ژانویه، وی اعلام کرد که اگر حمایت شود، برای حضور در انتخابات آماده است. هرچند که رهبران ارشد SLPP که از قبل خبر نداشتند از اعلام کاندیداتوری وی حیرت‌زده شدند.
چمال راجاپاکسه همچنین نامزدی احتمالی خود را اعلام کرد و گفت «اگر پس از اعلام برادرش، او را به عنوان کاندیدای بعدی ریاست جمهوری معرفی کند، آن را در نظر خواهد گرفت.» چامال راجاپاکسه هنوز تصمیم نگرفته‌است که از SLFP یا با SLPP رقابت کند، اما کاندیدایی را ترجیح می‌دهد که حامی هر دو باشد. گوتابایا راجاپاکسه چهره اصلی پیروزمند جنگ سریلانکا و روند توسعه منطقه مترو کلمبو و استان شمالی بود.
در ماه مارس، چمال تکذیب کرد که نه او و نه ریحان در رقابتهای انتخاباتی شرکت نمی‌کنند اما از اظهار نظر در مورد گوتابایا خودداری کردند در حالی که SLPP اعلام کرد که طرفدار گوتابایا است مگر اینکه کسی بهتر پیدا شود.
گوتابایا قبلاً کمپین خوبی برای تبلیغ برگزار کرد و طبق گفته جی‌راج، خانواده راجاپاکسه برای حمایت از گوتابایا به عنوان کاندیدای انتخاب شده که از تابعیت آمریکا صرفنظر می‌کند رای خواهد داد.
گوتابایا راجاپاکسه، ۶ روز پس از بمب‌گذاری‌های عید پاک سریلانکا در سال ۲۰۱۹، نامزدی خود را به عنوان رئیس‌جمهور اعلام کرد. در ۱۱ اوت، مهیندا راجاپاکسه و حزب سریلانکا پودوژانا به‌طور رسمی برادر خود گوتابایا را به عنوان کاندیدای ریاست‌جمهوری خود اعلام کردند، در حالی که مهیندا به عنوان کاندیدای نخست‌وزیر تعیین شد.

### حزب ملی متحد (UNP)
حزب ملی متحد در هر دو انتخابات ۲۰۱۰ و ۲۰۱۵ کاندیدایی برای انتخابات ریاست جمهوری معرفی نکرد و از یک کاندیدای مشترک حمایت کرد. اگر چه آنها در انتخابات سال ۲۰۱۵ پیروز شدند و از مایتریپالا سیریسنا حمایت کردند.

### واکنش بین المللی
ارگان های فراملی
- اتحادیه اروپا – در بیانیه ای ذکر کرد که پروسه انتخابات سری لانکا صلح آمیز بوده و ثبات نهادهای دمکراتیک را تایید کرد و اضافه کرد اتحادیه اروپا مشتاق کار با رییس جمهور جدید گوتابایا راجاپاکسا برای ادامه بهبود حقوق بشر، آشتی و حکمرانی نیک است.[۲۰]

کشورها
- آمریکا – سفارت آمریکا در کلمبو در بیانیه ای کمیسیون انتخابات، جامعه مدنی و مقامات حکومتی را بابت ترویج یک انتخابات صلح آمیز تحسین کردو اعلام کرد آماده کار با رییس جمهور جدید و همه مردم سری لانکا برای حمایت از اقتدار این کشور از طریق حکمرانی نیک، رشد اقتصادی بیشتر، و توسعه حقوق بشر و آشتی است"[۲۱]